# Raymond Leblanc
Raymond Leblanc (Longlier, 22 mei 1915 - Brussel, 21 maart 2008) was een Belgische uitgever. Hij is de bezieler achter de uitgeverij Le Lombard en het weekblad Kuifje.

## Biografie
In de Tweede Wereldoorlog was Leblanc verzetsstrijder in de Nationale Koninklijke Beweging.
Raymond Leblanc is vooral bekend voor het oprichten van het weekblad Kuifje. Aan het einde van de Tweede Wereldoorlog overtuigde hij de van collaboratie betichte Hergé een striptijdschrift te lanceren. Het eerste nummer van het weekblad liep op 26 september 1946 van de persen, in het Frans en het Nederlands. In enkele dagen tijd was de volledige oplage van 60.000 exemplaren verkocht. Kuifje ligt met zijn tegenhanger, het weekblad Robbedoes, aan de oorsprong van veel Belgisch striptalent. In de jaren 50 richtte hij ook het reclamebureau Publiart op.
Hij bekommerde zich in de jaren 60 en 70 eveneens om tekenfilms in Europa, waaronder diverse tekenfilms van Kuifje en van de reeks Johan en Pirrewiet. 
Hij was ook de drijvende kracht achter de film Gulliver's Travels uit 1977 met deels echte personages en deels tekenfiguren. Richard Harris kreeg de hoofdrol van Gulliver. Zijn filmbedrijf Belvision bracht langspeelfilms uit tot in 1975.